# 赫沃德山
赫沃德山（英語：Mount Hayward），是南極洲的山峰，位於羅斯群島的懷特島，處於海因山西南面4公里，由新西蘭探險隊命名，現時由南極條約體系管理。